# Intuitu personae
Intuitu personae és una locució llatina que significa 'en atenció a la persona'. Fa referència a aquells actes o contractes que es fan en especial consideració de la persona amb qui s'obliga. El matrimoni, els contractes de treball, franquícia, mandat, dipòsit, societat col·lectiva, dret d'ús i dret d'habitació s'emmarquen en aquest concepte. La mort extingeix aquestes obligacions.